# Toby Martins
Toby Martins (* 22. Februar 1953) ist ein deutschsprachiger Autor, der vor allem durch Thriller und Kriminalromane bekannt ist. 
Toby Martins kam mit elf Jahren mit seinen Eltern (sein Vater war Franzose, die Mutter Deutsche) nach Stuttgart. Nach dem Schulabschluss studierte er Rechtswissenschaften, Psychologie und Geschichte in Tübingen, Göttingen, Freiburg und Austin (Texas). Seit 1983 arbeitet er als freier Autor, veröffentlicht Fachpublikationen und wirkt an Drehbüchern mit.
Unter dem Pseudonym Brian Abercrombie veröffentlichte er Anfang der 1990er Jahre eine Thriller-Trilogie, mit der er sich bei Lesern und bei der Kritik einen Namen machte. Der erste Band Hoffmann erschien 1991 auch in russischer Übersetzung beim Quadrat-Verlag in Moskau.
Ende der 1990er Jahre zog Martins nach Bremen und begann mit einer Kriminalromanreihe um den Psychologen und Hobby-Detektiv Amos Dystwater.
Toby Martins lebt mit seiner Frau die Hälfte des Jahres auf Teneriffa und zur Hälfte in Bremen. Er ist Mitglied der Krimi-Autorenvereinigung  Das Syndikat. 

## Werke
unter dem Pseudonym Brian Abercrombie
- Hoffmann. (Spionagethriller). Neuer Malik-Verlag, Kiel 1990, ISBN 3-89029-058-2
- Barthelos. (Spionagethriller). Neuer Malik-Verlag, Kiel 1992, ISBN 3-89029-070-1
- Brown. (Thriller). Neuer Malik-Verlag, Kiel 1994, ISBN 3-89029-085-X

unter dem Namen Toby Martins
Romane mit Amos Dystwater
- Die Trachtenpuppe. Buchfink, Titz-Rödingen 2000, ISBN 3-931395-79-0
- Tod einer Wahrsagerin. Buchfink, Titz-Rödingen 2001, ISBN 3-931395-82-0
- Klippen der Angst. epubli.de, Berlin 2013, ISBN 978-3-8442-7135-5
- Tödliche Erkenntnis. epubli.de, Berlin 2014, ISBN 978-3-7375-0465-2

Kurzgeschichten
- Täuschungen und Getäuschte. In: etwas Besseres als den Tod…. Christiane Franke & Jürgen Alberts (Hrsg.), kbv, Hillesheim 2013, ISBN 978-3-942446-78-5
- Mord in Stratford. In: Scharf ist die Waffe des Schreiberlings. Jürgen Alberts (Hrsg.), Schünemann, Bremen 2014, ISBN 978-3-944552-24-8